# 一杯のレモネード
『一杯のレモネード』（いっぱいのレモネード、露: Бокал лимонада, 蘭: Het glas limonade, 英: Glass of Lemonade） は、オランダ黄金時代の画家ヘラルト・テル・ボルフが1664年ごろ、キャンバス上に油彩で描いた絵画である。ジョゼフィーヌ・ド・ボアルネのコレクションとともに、1815年、サンクトペテルブルクのエルミタージュ美術館に収蔵された。新エルミタージュ宮の249室に展示されている。本作の複製 (画家自身による複製、または他の画家による複製と考えられる) がペーテル、オルガ・ドレスマン (Peter and Olga Dresman) 夫妻のコレクションにある。

## 作品
『一杯のレモネード』は、テル・ボルフ後期の典型的な作品で、富裕なブルジョワ階級の私的で親密な家庭の情景を描く風俗画からは距離を置いている。本作は、登場人物たちの内面の心理的関わりを明らかにする最初のオランダの室内情景画の例の1つである。
『一杯のレモネード』という題名は、この作品の真の題名が見失われた時に考え出された。一見、何気ない室内の光景であるが、男の意味ありげな目つきと、それに応える女の眼つき、彼女の肩に手をのせて何か言い聞かせているような取り持ち役の老婆といい、作品は娼家の光景を描いたものである。老婆の仲介のもと、男の客は若い女に金を渡し、手を握っている。とはいえ、ディルク・ファン・バビューレンの『取り持ち女』 (ボストン美術館) などの先例に比べると、露骨な表現が少なく、室内のつくりや人物の服装なども上品で、優雅な雰囲気を感じさせる。それは、あからさまなふしだらさを表現した同時代のフランス・ファン・ミーリスの『売春宿の場面』 (マウリッツハイス美術館)　などと比べてみれば一層はっきりする。フェルメールでさえ、娼家の場面を描いた『取り持ち女』(アルテ・マイスター絵画館) では人物たちの顔つきに卑猥さをはっきりと感じさせるのである。
なお、本作における若い女の光沢のある衣装の見事な質感の描写は、いかにもテル・ボルフらしい。

## ギャラリー

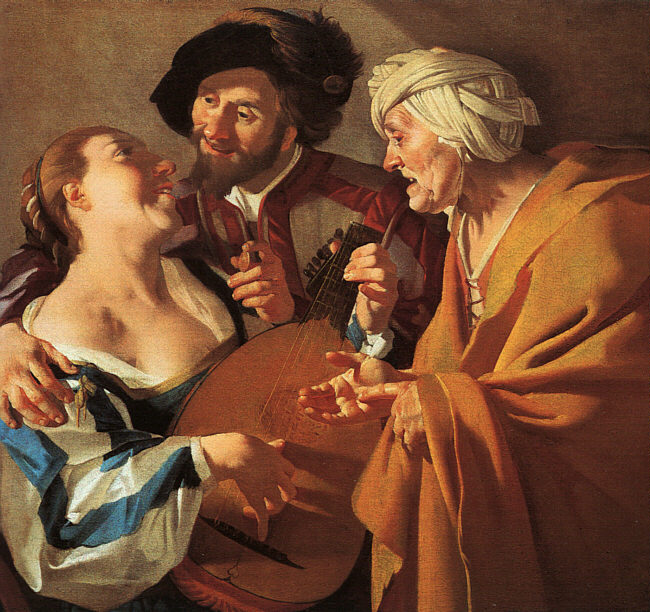
ディルク・ファン・バビューレン『取り持ち女』(ボストン美術館)
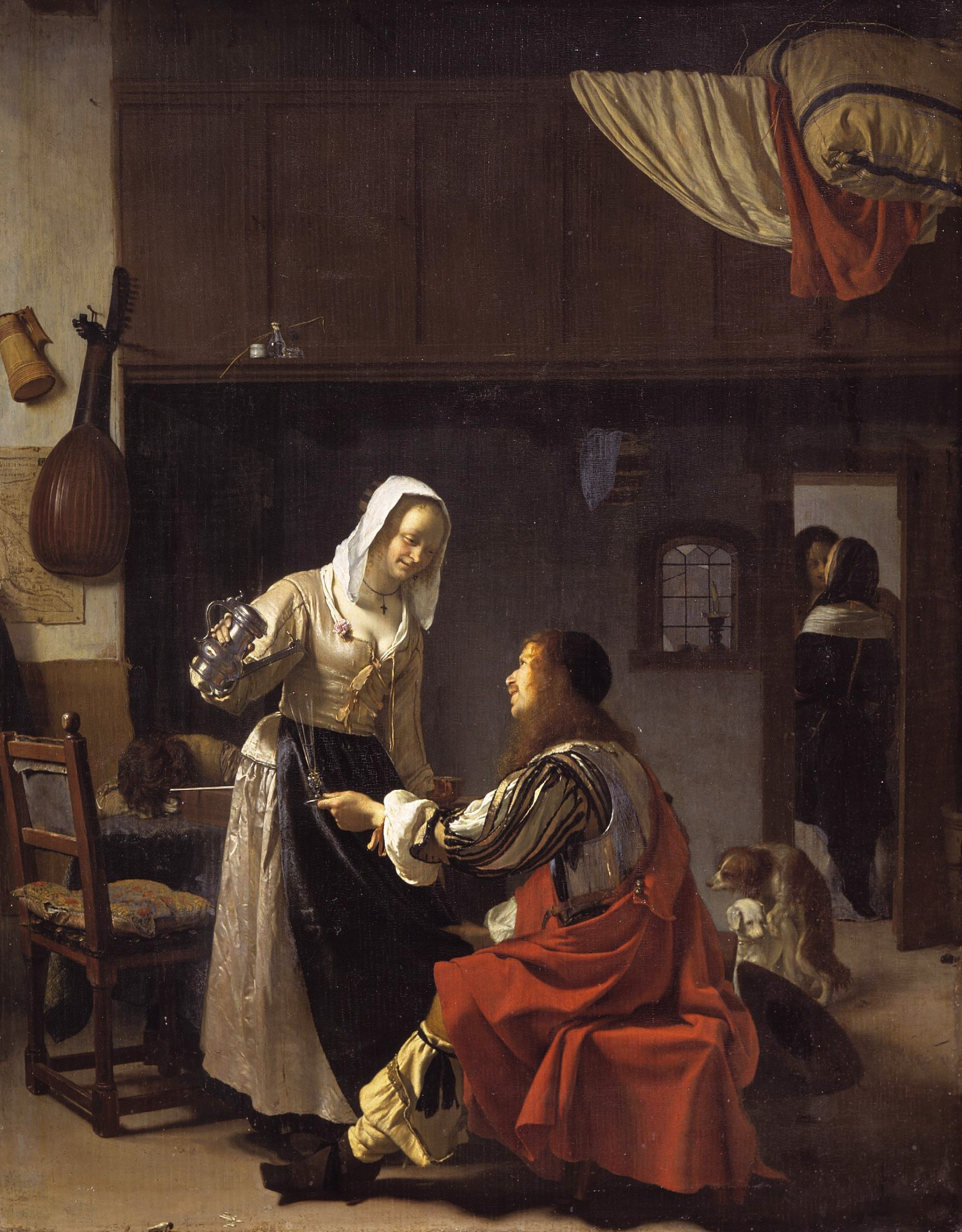
フランス・ファン・ミーリス『売春宿の場面』 (マウリッツハイス美術館)
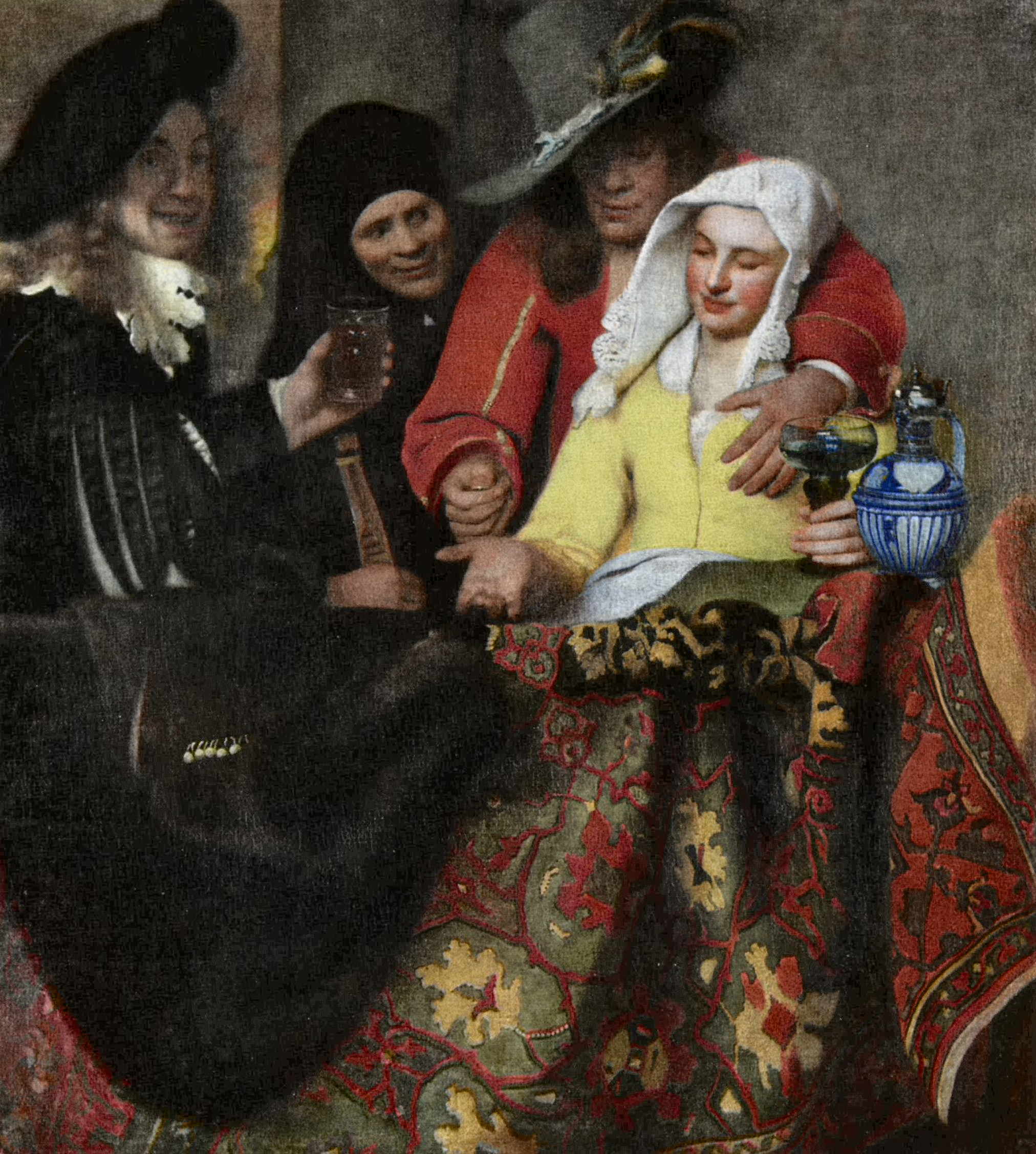
ヨハネス・フェルメール『取り持ち女』(アルテ・マイスター絵画館)